# HD 35912
HD 35912，又名BD+01 1021，SAO 112794、HR 1820，是一颗恒星，视星等为6.41，位于銀經201.88，銀緯-17.84，其B1900.0坐标为赤經5h 22m 51.2s，赤緯+1° -17.84′ 52″。